# همایون (بیجار)
همایون (بیجار)، روستایی از توابع بخش چنگ الماس شهرستان بیجار در استان کردستان ایران است.این روستا در اکثر اوقات سال، هوایی نسبتاً سرد دارد و در فصل تابستان بسیار خوش آب و هوا می باشد.

## جمعیت
این روستا در دهستان پیرتاج قرار دارد و براساس سرشماری مرکز آمار ایران در سال ۱۳۸۵، جمعیت آن ۴۳۸ نفر (۸۴خانوار) بوده‌است.